# 高山祭
高山祭（たかやままつり）は、岐阜県高山市で毎年開催される、4月14～15日の日枝神社例祭「春の山王祭」と、10月9～10日の櫻山八幡宮例祭「秋の八幡祭」の総称である。
「屋台」と呼ばれる山車を曳いて市街を巡幸することから、京都市の祇園祭、埼玉県秩父市の秩父夜祭と並んで日本三大曳山祭や日本三大美祭の一つに数えられる。重要有形民俗文化財および重要無形民俗文化財に指定されている。

## 沿革

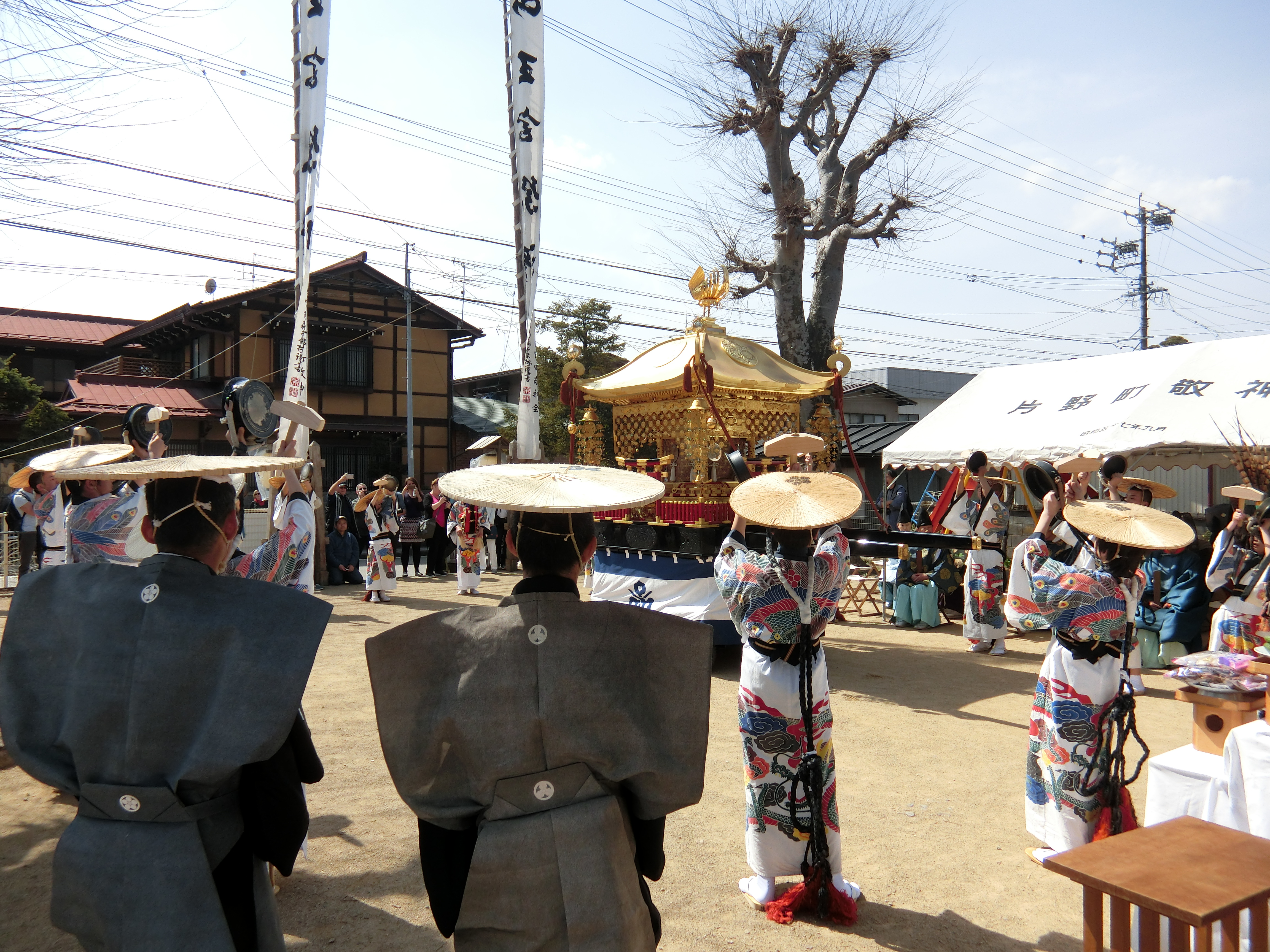
春の高山祭における闘鶏楽

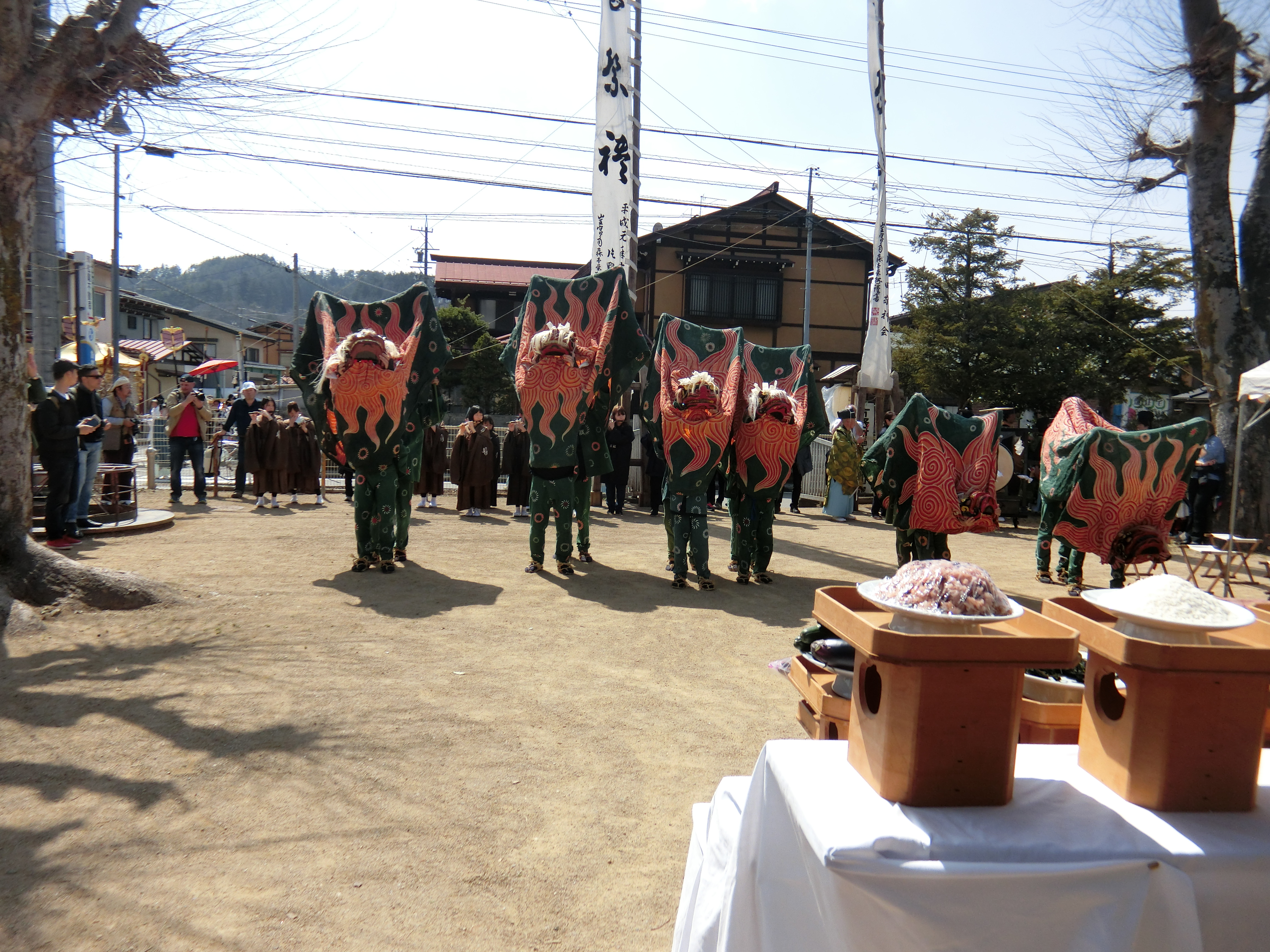
春の高山祭における獅子舞

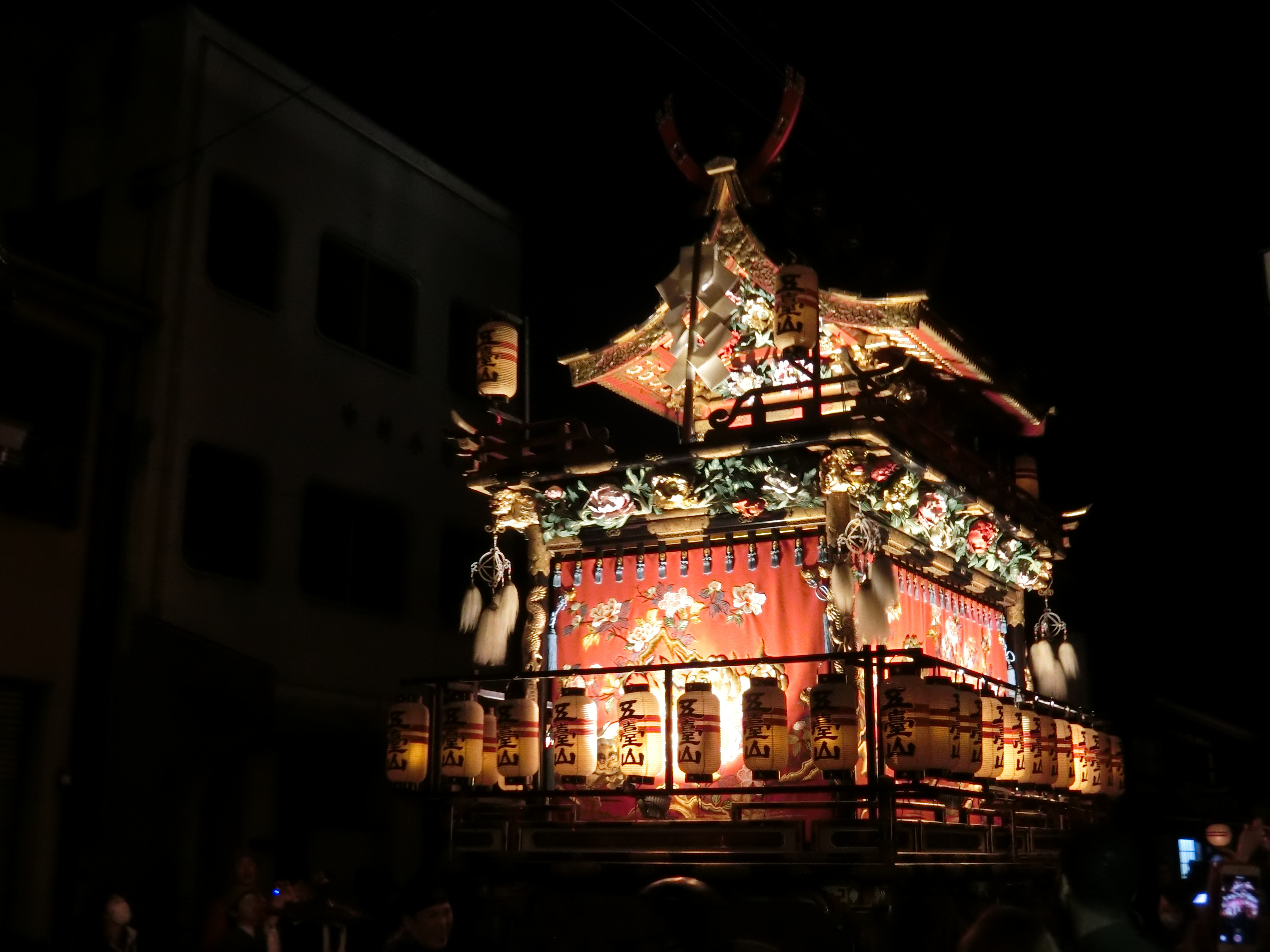
夜祭の様子

山王祭は江戸時代前半、元禄5年（1692年）の記録に40年前から3年ごとに祭礼が行われていたとの記録があることから、その歴史は飛騨高山藩主金森頼直治世下の慶安5年（1652年）まで遡ることができる。ただし、この時点では屋台が曳行されたとの記録はない。屋台の創建は最も古い屋台の創建が宝暦年間であることから、屋台が祭に加わったのはそれ以降と考えられる。山王祭の氏子は安川通り以南にあたる上町の住民で、屋台組の他に神輿組と呼ばれる組織が祭に奉仕しており、獅子舞は神輿組の一つである森下組の担当で、闘鶏楽は片野組が担当している。統括するのは各屋台組が1年ごとに持ち回りで務める宮本で、明治22年までは青龍台組が独占していた。神輿が闘鶏楽や警固、獅子舞などと練り歩く祭行列は山王祭では御巡幸と称し、正徳6年（1716年）まで遡ることができる。この御巡幸は大榊を先頭、須督祭事賡先例と記された宮本旗という旗が最後に着き総勢300名ほどが行列を組む。獅子舞は昭和49年（1949年）に兀下徳之助が考案したものに変更されており、それ以前のものは兵助獅子と称した。また、夜に提灯をつけた屋台の曳行は夜祭と呼ばれる。本来夜祭は祭の最後を飾る行事であったが、現在では試楽の夜に行われている。
八幡祭は享保元年（1716年）の記録が最も古い。その後、享保3年に4台の屋台（猩々、高砂、湯ノ花、浮嶋太夫夫婦）を曳いたとの記録がある。このときは屋台の他に現在の祭りでは見られない笠鉾2基も行列に加わっている。明和5年（1768年）には俄が行われていたとの記録もある。寛政8年（1796年）に高山の安川通り北側で大火が起き、屋台が多数焼失している。更に明治8年（1875年）に4台の屋台が火災により失われている。こちらの氏子は安川通り以北の下町の住人で、祭を取り仕切るのは4つの屋台組から一つずつ選ばれる年行司とに別の4つの屋台組から選ばれる副年行司である。年行司及び副年行司を出す屋台組は1年ごとに変わる。神輿が闘鶏楽や警固、獅子舞、大榊などと練り歩く祭行列は八幡祭では御神幸と称する。獅子舞は左京獅子と呼ばれ、その歴史は延宝年間まで遡るとされる。また、夜に提灯をつけた屋台の曳行は宵祭と呼ばれる。
初期の屋台は祭の度に建造と解体を繰り返していたため50年ほどで部品が劣化して新造していたが、天保年間に起きた火災で多くの屋台が焼失したことを契機として、屋台蔵が普及して屋台を解体せずに済むようになったことで屋台の寿命が延び、高価な彫刻などが取り付けられるようになった。江戸時代には高山の町に多くの豪商がおり、京都から織物や金具を買い付けて取り付けるなどしてその華やかさを競った。第二次世界大戦後、高山祭を支えていた豪商が没落して屋台の維持管理が困難になったことから山王祭と八幡祭の屋台組が合同して1951年（昭和26年）に高山屋台保存会を結成。これ以降二つの祭りは高山祭と呼ばれて文化財として一括して扱われるようになるが、それぞれの祭りを担う屋台組や組織はそれぞれ独立している。
1968年（昭和43年）に桜山八幡神社境内に高山屋台会館（現・高山祭屋台会館）が竣工し、八幡祭の屋台が通年で見られるようになった。この屋台会館の収入は各屋台の維持費に充てられている。
1960年（昭和35年）6月9日に「高山祭屋台」23台が重要有形民俗文化財に、1979年（昭和54年）2月3日に「高山祭の屋台行事」が重要無形民俗文化財に指定された。同じ行事に関連して、国の重要有形民俗文化財・重要無形民俗文化財の両方の指定対象となっているものは日本全国で5例のみで、その内の1例である。
2016年（平成28年）12月1日、エチオピアのアディスアベバで開催されていたユネスコ無形文化遺産条約第11回政府間委員会において、「高山祭の屋台行事」を含む日本の「山・鉾・屋台行事」のユネスコ無形文化遺産代表一覧の記載（ユネスコ無形文化遺産登録）が決定した。
2020年（令和2年）、新型コロナウイルス感染症の拡大を受けて、この年の高山祭は春・秋ともに屋台を引き回さず、神事のみ行うこととなった。天候以外の理由で屋台を出さないのは戦後初めて。コロナ禍が長引く翌2021年（令和3年）も、春・秋ともに屋台の引き回しは行われないこととなった（春は、屋台を普段収められている屋台蔵の中で公開。秋は、屋台行事を一切行なわず神事のみ。）。
2022年（令和4年）4月の山王祭は屋台の曳きそろえなど中止となったが、伝統継続のため祭として3年ぶりに実施された。

## 屋台
山車や曳山のことを、高山など中部地方の一部では「屋台」と呼ぶ。高山祭の屋台の特徴としては、上段の屋根の部分が伸縮して高さを変えられるようになっていることや、4輪の屋台が方向を転換する際にジャッキで戻し車と呼ばれる車輪を引き出して2輪を浮き上がらせて一時的に3輪の状態にする機構を備えている点が挙げられる。また、各屋台に台紋と呼ばれる紋章があり、屋台の飾りや屋台組の衣装などにあしらわれている。
祭の屋台は、各町内の屋台蔵に保管されている。高山市内を歩くと、いたるところで正面に大きな扉のついた白壁の土蔵のような建物を見かける。祭以外の時はこの屋台蔵で保管される。祭の際は屋台蔵から引き出され、神社前などに引き揃えられる。なお装飾が施された貴重な文化財であるため、雨天及び降雨が予想される場合には引き揃えは行われず各屋台蔵で待機となる。
秋の八幡祭の屋台は交代で櫻山八幡神社の境内にある高山祭屋台会館に移され、祭の期間以外は一般客に公開されている。
高山祭屋台は「動く陽明門」とも呼ばれ国の重要有形民俗文化財である。

### 春の山王祭

#### 神楽台（かぐらたい）

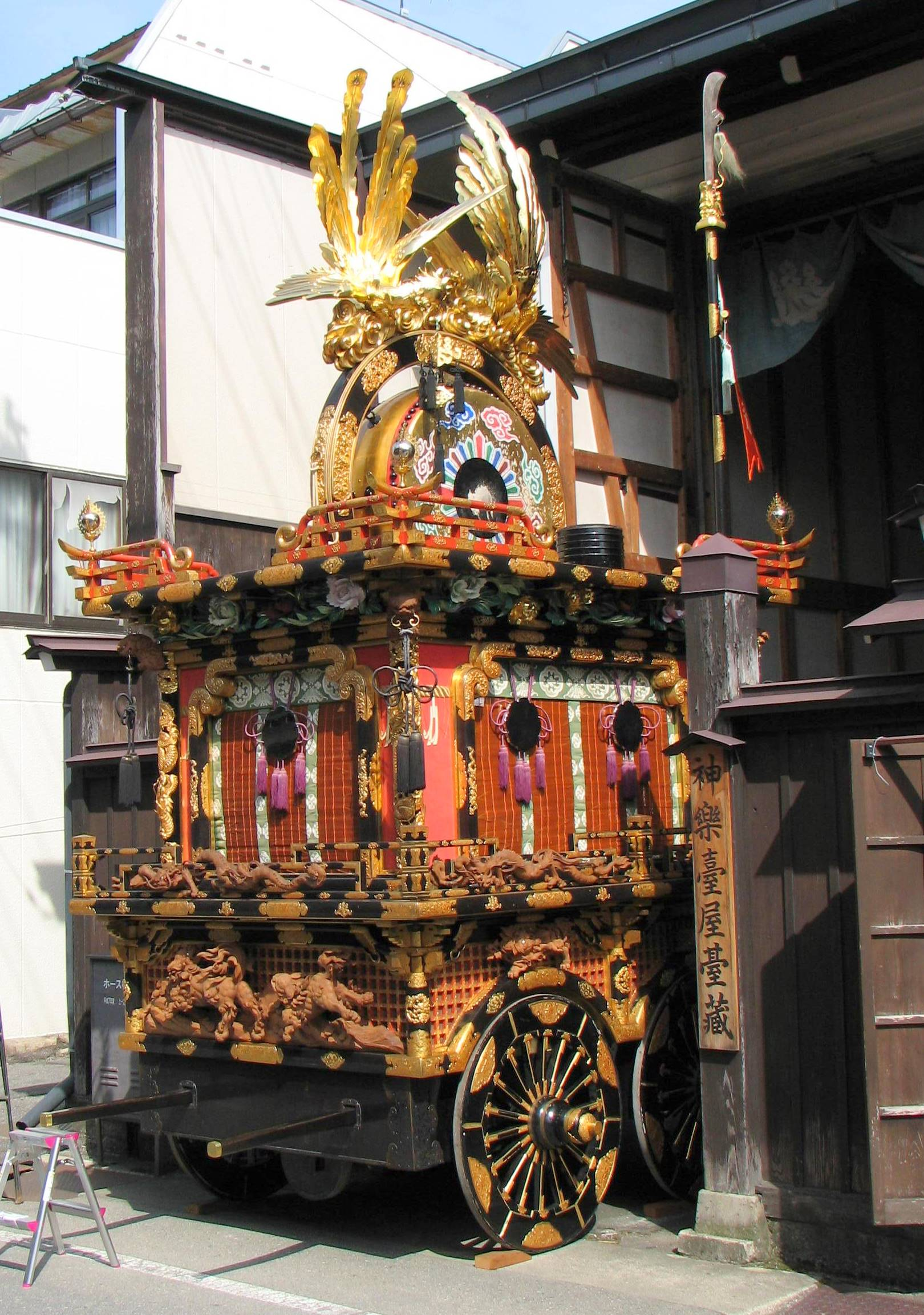
山王祭神楽台

上一之町上組。宝暦年間の創建と伝わる。古くから山王祭の神楽を主管していた屋台で、屋台巡行では籤をひかず常に先頭を行く。構造は、屋根無し、四輪外御所車。台輪はケヤキで作られている。寸法は高さ5.8m、幅2.22m、長さ3.15m。「体物」「無遺」と書かれた神旗と龍頭剣を付けた飾りを備え、中段には白彫りの龍の彫刻、下段には白彫りの獅子の彫刻があり、前後各1面、左右側面に各3面の八稜鏡を掲げる。神楽を奏するための大太鼓が乗り、鳳凰の飾りがつけられている。文化2年（1805年）、荷車形から現在の四輪形の屋台になり、その際に屋台組が改組されて太平楽組と別れる。その後嘉永7年、明治26年、昭和50年、平成7年に修理が行われている。中段は谷口与鹿による巻龍、下段には村山民次郎の獅子の彫刻が施されている。明治19年（1886年）に太平楽組と再び合同。囃子は大太鼓1、小太鼓1、笛2で高い山から、場ならし、一つあげ、二つあげなど場所によって曲目を変える。屋台蔵の建造は大正4年（1915年）である。

#### 三番叟（さんばそう）

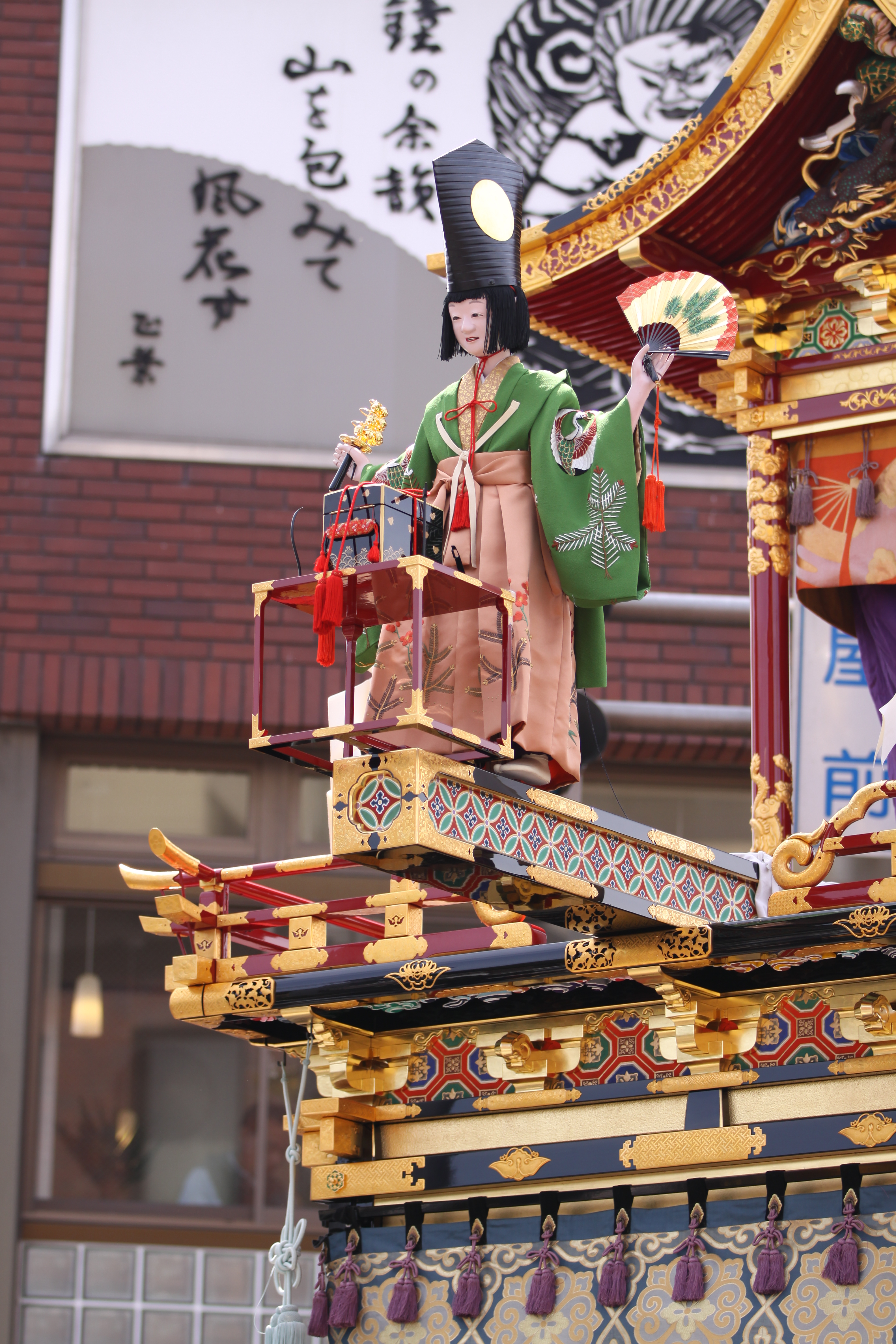
三番叟

上一之町中組。 創建は宝暦年間に遡る。構造は非常に質素であり、切妻造りの屋根有り、恩雀が1対、宝玉付き。台輪はミズメザクラで作られている。寸法は高さ6.84m、幅2.13m、長さ4.19m。能や狂言の演目にならい巡行は神楽台に続ぐ。創建当時は「恩雀（おんじゃく）」と呼ばれていた。後に翁台とも呼ばれた。中央には欄干があり、波模様が素木で彫刻されている。創建時のからくりは能、狂言に関連したものであったが、文化年間に浦島太郎伝説に題材を採り、玉手箱を覗き込み翁へと変貌した人形が、扇と神楽鈴を手にもって舞うものへと変わっている。屋台蔵の建造は文久元年（1861年）。

#### 麒麟台（きりんたい）

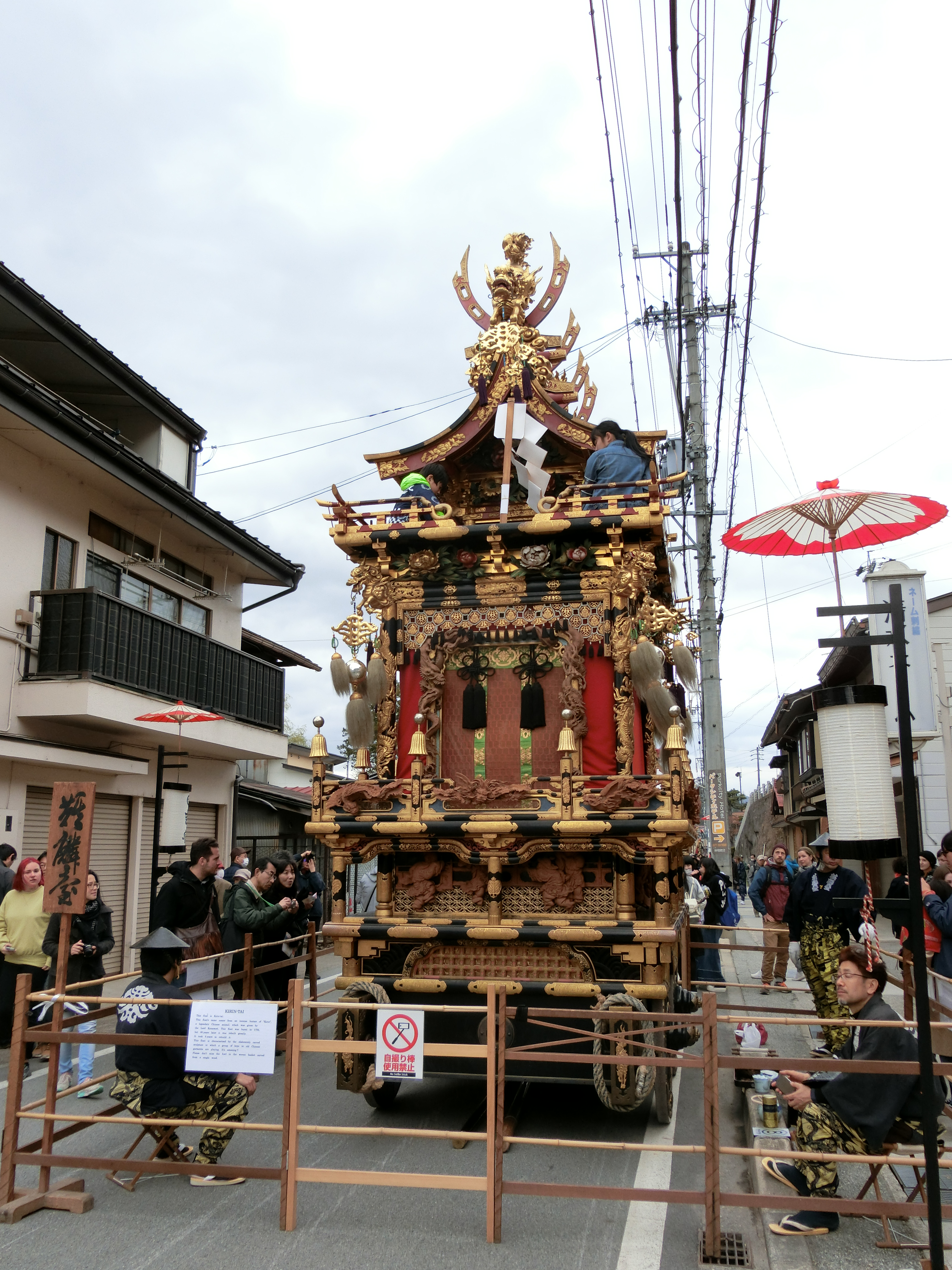
春の高山祭の屋台、麒麟台

上一之町下組。創建年は不詳。天明4年（1784年）の火災で一度焼け、文化3年（1806年）に再建。屋根は切破風、台輪はケヤキで作られており、車輪は四輪の御所車である。寸法は高さ7.17m、幅1.19m、長さ4.19m。再建当時は「鉄輪（かんなわ）」の名で知られていた。その後「よしの静（よしのしずか）」に改名し、さらにその後「麒麟台」になる。豪華な外見で、台名の示す通り、屋根飾りとして一対の麒麟を乗せ、中段、上段の木鼻にも麒麟の彫刻がある。下段の彫刻は、谷口与鹿作「唐子群遊彫刻」。一つの木材から籠とその中に閉じ込められた鶏を削り出した籠伏せの鶏は屋台彫刻中の逸品である。囃子は蘭陵王崩しが用いられている。見送りは司馬温公の甕割り図で、かつては唐子風の人形を備えていた。屋台蔵の建造は弘化2年（1831年）。

#### 石橋台（しゃっきょうたい）
上二之町上組。現在の屋台は慶応元年（1865年）に完成したものである。屋根は切破風、車輪は四輪内板車。台輪はケヤキで作られ、黒く塗られている。寸法は高6.72m、幅2.15m、長さ4.13m。美女が獅子舞に変わるからくりを備えるが、風紀紊乱の元として差し止められていた。昭和59年（1984年）以降、再開されている。中段には鳳凰、獅子、龍の彫刻、下段には村山訓縄による獅子牡丹の彫刻がある。囃子はかつて長唄の石橋を崩したものであったが、現在は大八台の曲を崩したもの用いている。見送りは茶色で鶴の文様を描いたものに一部彩色を施した幕である。屋台蔵の建造は弘化4年（1847年）。

#### 五台山（ごだいさん）
上二之町中組。創建年代は不明であるが、最古の曳行記録は寛永年間である。旧称は盧生で、からくり人形を載せていたと伝わる。切破風の屋根を持ち、台輪はケヤキ作り。車輪は内四輪の御所車である。寸法は高7.04m、幅2.21m、長さ3.96m。文化年間に改修した際に五台山に因んで改名された。天保3年（1832年）の高山大火で焼損したため、同8年（1837年）に再建されて現在に至っている。見送りは西陣で織りあげた幸野楳嶺下絵による雲竜昇天図。屋台蔵の建造は天保4年（1833年）。

#### 鳳凰台（ほうおうたい）
上二之町下組。創建不詳。最も古い記録は寛政11年（1799年）に大黒天のからくり人形を大国台に譲ったと伝わるものである。文化年間には「迦陵頻」「鹿島」などと呼ばれていた。文化13年（1816年）より鳳凰台。文政12年（1829年）に修理を施したが天保3年（1833年）に焼失。屋根は切破風で車輪は4輪の板車を用いている。寸法は高11.74m、幅2.30m、長さ4.35m。屋根飾りに長刀鉾を備えており、高山祭の屋台中最も高い。天保6年（1835年）に再建が行われ、幾度かの修理を経て現在に至る。再建の際に龍船（ペイロン）の木材を用いたとの伝承があり、別名をベーロン台と称する。中段はオランダ古渡りの三色交ぜ織りの竪幕で、見送りは舶載の薔薇様段通。囃子は大八崩し。屋台蔵の建造は天保8年（1837年）。

#### 恵比須台（えびすたい）
上三之町上組。創建不詳。明和年間に幕を下賜されたとの記録が屋台に関する最も古い記録である。当初「花子」と呼ばれていたが、文化7年（1810年）に殺生石人形を載せて「殺生石」と改名。更に人形を恵比須に替えて現名称となった。屋根は切破風で車輪は4輪の板車を用いている。寸法は高7.465m、幅2.365m、長さ4.22m。屋台後方にある、谷口与鹿による手長足長の彫刻は著名で、鍛冶橋にこの彫刻を模した銅像が据えられている。見送りは西洋人の姿を描いた国産の綴織錦で、かつてはオランダ伝来と伝承されていた。囃子は大八崩し。屋台蔵の建造は明治19年（1886年）。

#### 龍神台（りゅうじんたい）
上三之町下組。創建不詳。最古の記録は安永4年（1775年）で、文化年間に修理、明治時代に改造を行っている。能の竹生島に題材を採ったからくりがあり、当初は「竹生島」と称していた。屋根は切破風で車輪は4輪の板車を用いている。その後、からくりで登場する龍神に因み「龍神台」と改称している。からくりは唐子が酔わせて壺に封じた龍神を、竹生島が浮かぶ琵琶湖に置き去りにし、気づいた龍神が激怒して乱舞するというものである。寸法は高7.28m、幅2.25m、長さ4.21m。見送りは久邇宮朝彦親王の筆による万葉仮名の書で、替え見送りは望月玉泉の雲竜図である。囃子は蘭陵王崩し。屋台蔵の建造は弘化3年（1846年）。

#### 崑崗台（こんごうたい）
片原町。創建不詳。最古の記録は安永3年（1774年）で、旧称は「花てまり」。林和靖の人形を天保年間まで載せていたことから「林和靖」とも称していた。その後、「崑崗台」と改称。もとは「金剛台」と表記していた。装飾の宝珠の形から俗に「カブラ台」とも称された。嘉永元年（1848年）から翌年にかけて改造を行い、昭和9年から11年及び昭和41年に修理を行っている。寸法は高7.185m、幅2.25m、長さ4.17m。見送りは中国伝来の寿老人と鹿の図である。屋根は切破風で金の御幣を掲げ、車輪は4輪の板車を用いている。かつては唐子が飛び立とうとする鶴の足を掴むというからくりがあったと伝わる。囃子は蘭陵王崩し。屋台蔵の建造は嘉永2年（1849年）。

#### 琴高台（きんこうたい）
本町1丁目。創建不詳。記録は文化4年（1807年）まで遡ることができ、その当時は「布袋」と称していた。文化12年（1815年）、高山の漢学者赤田臥牛により、琴高仙人に因み「琴高台」に改められる。天保9年（1838年）谷口与鹿らにより改造され、現在の姿となる。明治26年（1893年）及び昭和32年と昭和41年に修理が行われている。寸法は高7.02m、幅2.12m、長さ4.15m。屋台には琴高仙人に因んで鯉の彫刻や鯉を刺繍した幕で飾られている。見送りは高山出身の画家垣内雲嶙の琴高仙人図で、替え見送りは徳川家達作の漢詩。屋根は切破風で車輪は4輪の板車を用いている。囃子は大八崩し。屋台蔵の建造は明治45年（1912年）。

#### 大国台（だいこくたい）
上川原町。寛政8年（1796年）創建。元は「松樹台」と称していた。寛政11年（1799年）に鳳凰台から大黒天のからくり人形を譲り受けたことから大国台と改称している。ただし、現在この人形はからくりとしては用いられていない。弘化4年（1847年）に改修されている。寸法は高8.26m、幅2.42m、長さ4.29m。俗信に「大国台の屋台曳行順が早いと米相場が上がる」という言い伝えがある。見送り幕はない。屋根は切破風で車輪は4輪の板車を用いている。屋台蔵の建造は嘉永3年（1850年）。

#### 青龍台（せいりゅうたい）
川原町。創建不詳。明和3年（1766年）の古記録が残っている。かつては「おどり」「道成寺」を名乗り、道成寺のからくり人形を有していたと伝わる。寸法は高7.474m、幅2.20m、長さ4.38m。古くは祭礼を取り仕切る宮本を担っていたため「宮本台」の異称があり、宮本が各屋台組の持ち回りになるまで行列の殿を務めていた。台紋には金森家の紋章である梅鉢紋を用いている。屋根は高山祭全屋台中で唯一の入母屋造りで、高山城の天守を表現しているといわれる。また唯一、屋台が4段で構成されている。車輪は4輪の板車。天保3年（1832年）に焼失し、嘉永4年（1851年）に再建を行っている。その際に屋台名を「青龍台」に改めた。明治23年（1890年）に改修を実施。見送り幕はない。囃子は大八崩し。屋台蔵の建造は安政4年（1857年）。

#### 黄鶴台（休台）
上一之町中組。創建は寛政10年（1798年）以降とみられる。「鉢ノ木」「西明寺」「貴官台」とも称した。鉢木伝説に登場する西明寺入道の人形を備えていたが、人形は現在、日枝神社土蔵の二階に祭神として安置されている。一方、屋台に使われていた鴛鴦（おしどり＝黄鶴）を刺繍した幕は、安政6年（1859年）に古川に売却されて旧青龍台の横幕として使われていた。

#### 応龍台（休台）
本町2丁目。かつては「吉備大臣」とも称した。屋根は二段の切妻造で、車輪は内板車3輪であった。明治5年（1872年）に焼失したが、その人形は残されている。また、平成に入って組内の富田家から屋台のミニチュアが寄贈され、飛騨高山まちの博物館に所蔵されている。

#### 南車台（休台）
上二之町中組。指南車の人形が乗っていた。特に際立った彫刻がないため「何にもなんしゃ」と囃された伝わる。明治23年（1890年）に組内で大火があり、屋台は無事だったが屋台蔵が炎上したとの記録がある。明治中頃、同じ岐阜県内の郡上八幡か関市に売却されたと伝わるが定かではない。

#### 陵王台（休台）
西町組。安政4年（1857年）の曳行順にその名がみられるものの屋台の様相などの資料は全くなく、建造そのものが行われた否か不明である。

### 秋の八幡祭

#### 神楽台（かぐらたい）
八幡町・桜町。屋台の大太鼓は飛騨国の領主であった金森氏の一族、金森左京重勝より寄進されたものである。享保3年（1718年）に風井屋長右衛門が屋台を建造したと伝わる。文化12年（1797年）に田中大秀の主導のもと、現在の形式に改められている。その後、嘉永年間と明治時代、昭和9年（1934年）と昭和41年（1966年）に修理を行っている。屋台の巡行では常に先頭を行き、大太鼓2名と締め太鼓1名、笛2名が囃子を演奏する。大太鼓には鳳凰と金の御幣で飾られている。屋根は無く、車輪は四輪の御所車である。屋台の寸法は高さ6.32mで、長さ6.28m、幅2.1m。

#### 布袋台（ほていたい）

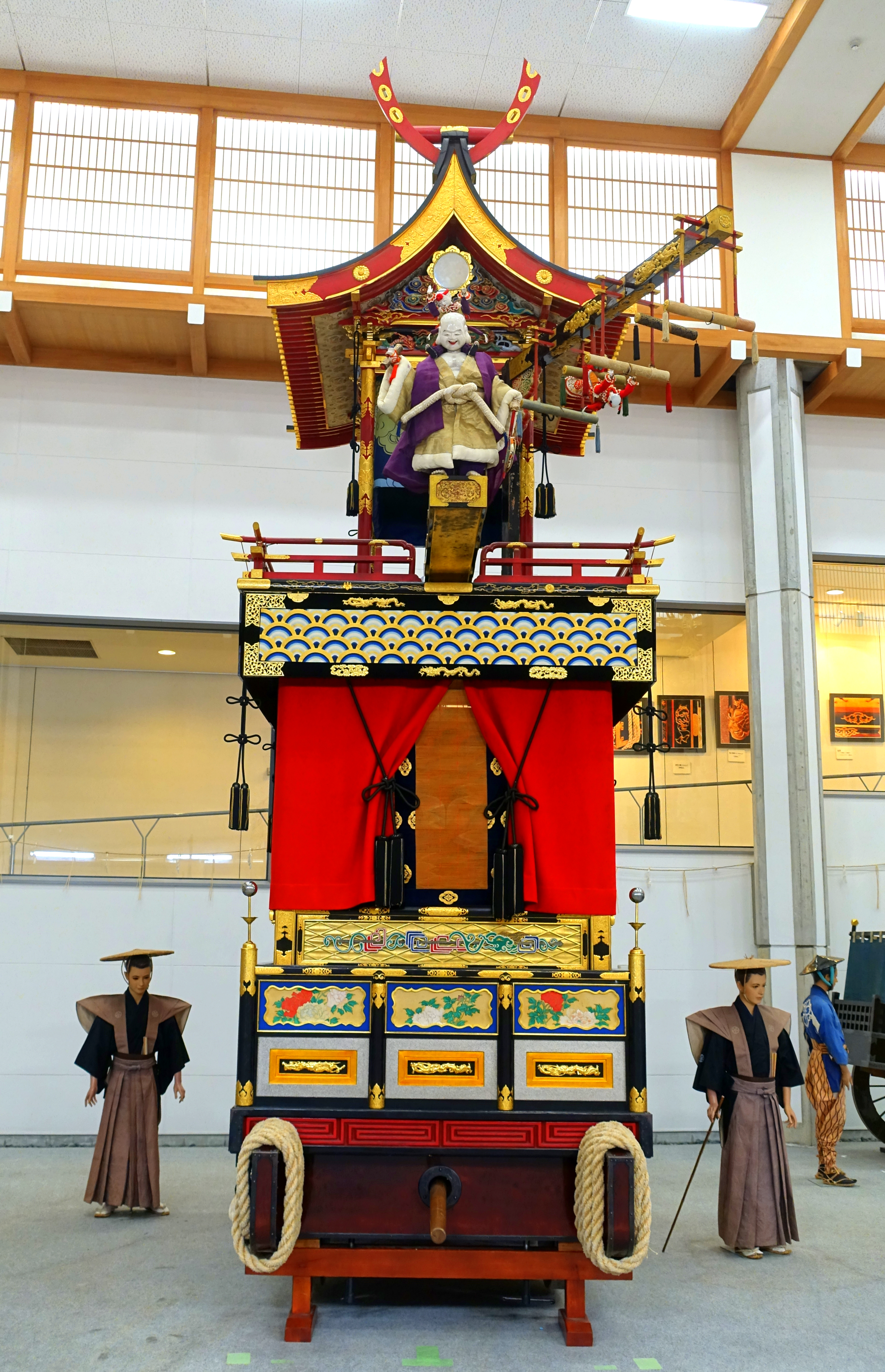
布袋台

下一之町上組。八幡祭で唯一からくりが現存している屋台である。からくりは二人の唐子が雲梯を次々と飛び移った後、布袋の肩に乗るという高度なものである。享保3年（1718年）には曳行を行った記録があり、天明年間にからくりを備えるようになった。文化8年（1811年）に改修された後は大きな改造を受けず、大正元年と昭和35年及び昭和42年に修理を行っている。屋根は切破風。車輪は4輪の内蔵された板車の他、方向転換の際に用いる戻し車を備えている。見送りは綾の字を刺繍したものであるが、昭和55年（1980年）までは唐人と花鳥を描いたものを用いていた。屋台の寸法は高さ7.02mで、長さ4.76m、幅2.31m。

#### 金鳳台（きんぽうたい）
下一之町中組。享保3年（1718年）に記された祭礼記録で当屋台組は笠鉾で行列に参加していたため、屋台の創建はそれ以降だと考えられる。最古の曳行の記録は天明年間である。その後、文政年間に新たに建造が行われている。この際に屋台に神功皇后と竹内宿禰の人形が載せられている。屋根は切破風で鳳凰の飾りがついている。車輪は内板車4輪で戻し車を2輪備えている。囃子は大八崩し。屋台の寸法は高さ7.20mで、長さ4.00m、幅2.35m。

#### 大八台（だいはちたい）
下一之町下組。文政元年に建造された屋台。この屋台を受け持つ屋台組は享保3年の時点で猩々という屋台を担当していた屋台組が、文化年間末に分裂してできたものである。直径1.56mの巨大な御所車が特徴であり、大八台の名は御所車の別名が大八と称するのに因んでいる。屋台の囃子は大八といい、高山祭の屋台は山王祭と八幡祭を問わずこの囃子を改変した大八崩しの曲を囃子として用いている。屋根は切破風で前後を金の御幣で飾っている。車輪は前述の巨大な御所車2輪及び小さな御所車1輪の3輪である。屋台の寸法は高さ7.41mで、長さ4.06m、幅2.35m。

#### 鳩峯車（きゅうほうしゃ）

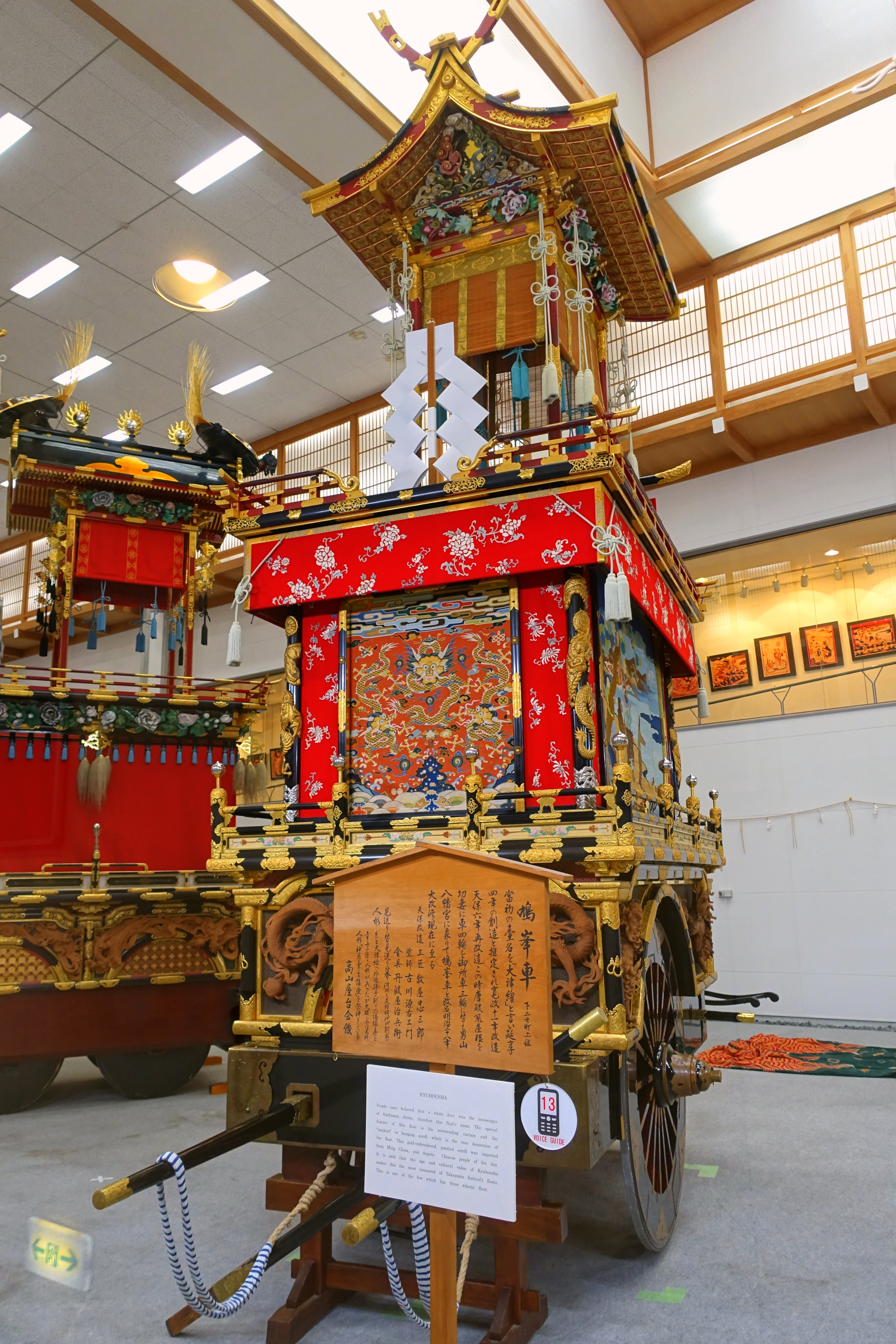
鳩峯車

下二之町上組。最古の曳行記録は延享4年（1747年）で、旧称は大津絵。元は福禄寿のからくり人形を載せていたが、人形はその後古川祭の青龍台へ売却された。文化12年（1815年）に神馬台より高砂人形を譲られている。文政9年（1826年）に大破したため本体は下原八幡神社(現・岐阜県下呂市)へ譲渡され、約10年後の天保8年（1837年）に再建した。この際に高砂人形が廃されている。安政年間には神馬台と衝突して破損し、復興を遂げたのは慶応3年（1867年）である。屋根は切破風で、車輪は3輪の御所車であるが、天保の修理以前は4輪であった。見送りは樹下美人図を用い、替え見送りは支那人物図である。囃子は大八崩し。屋台の寸法は高さ7.20mで、長さ4.93m、幅2.26m。

#### 神馬台（じんまたい）

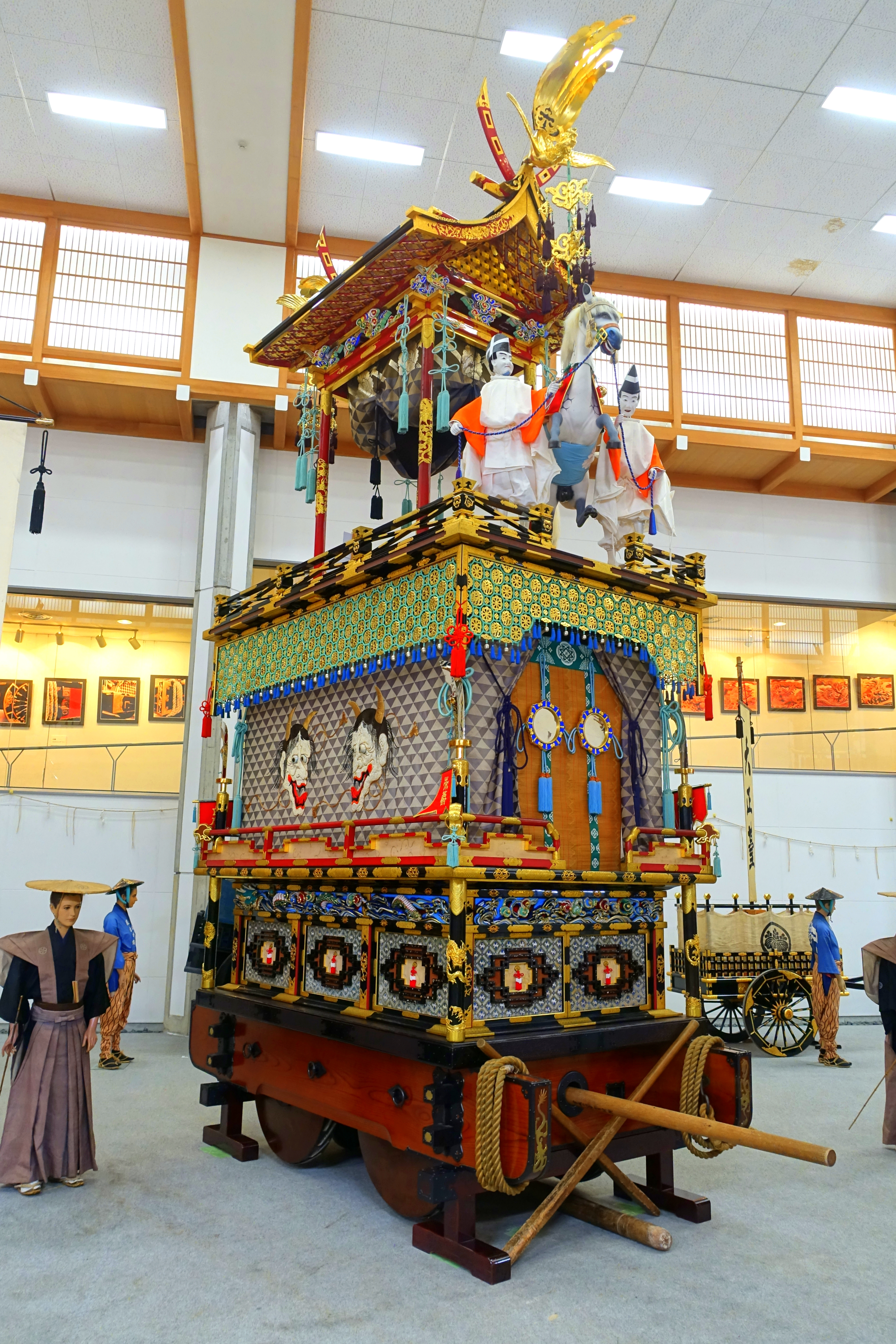
神馬台

下二之町中組。 この屋台組は享保3年の時点で高砂として屋台巡行を行った記録がある。明和6年（1769年）屋台の改造を行っている。文化13年（1816年）には神馬と白丁の人形を載せて神馬台と称するようになった。かつて載せていた高砂人形は文化12年（1815年）に鳩峯車へ譲渡している。屋根は切破風で瓔珞を咥えた鳳凰の飾りが前後に取り付けられている。車輪は板車4輪で他に戻し車を備え、屋台中段は般若の大幕で覆われる。囃子は越天楽崩し。屋台の寸法は高さ8.0mで、長さ3.50m、幅2.08m。

#### 仙人台（せんにんたい）
下三之町上組。 創建不詳。一説では享保3年に「湯の華」という名で巡行した屋台が前身といわれる。寛政5年（1793年）には「仙人台」として曳行されたとの記録があるため、遅くともこの時期までには建造されている。改修は文政年間に実施された。久米仙人と美女のからくりを載せていたと伝わるが、風紀上問題があるとして明治初めに廃され、現在はからくりのない仙人の人形を載せている。屋根は高山の屋台中唯一の唐破風である。車輪は4輪の板車で、方向転換のための戻し車を有する。囃子は太太神楽崩し。屋台の寸法は高さ7.2mで、長さ3.7m、幅2.3m。

#### 行神台（ぎょうじんたい）
下三之町中組。創建不詳。屋台組は享保3年に「湯の華」の名で巡行した組が分裂した一部であると伝わる。天保2年（1831年）に改修した記録が残る。その後、明治8年（1875年）に桐山焼けと呼ばれた大火により一部が焼けたため、再建された。明治36年（1903年）に車輪が損傷したため曳行できなくなり、昭和26年（1951年）の修理完了まで長く休み台となっていた。屋台には役行者の人形を載せており、かつては神楽台に続いて他の屋台行列の先を曳行されていた。屋根は切破風で、車輪は板車4輪に加えて正面に戻し車を備える。囃子はかつては大神楽崩しを演奏していたが、現在は大八崩し。屋台の寸法は高さ6.95mで、長さ3.72m、幅2.08m。

#### 宝珠台（ほうじゅたい）

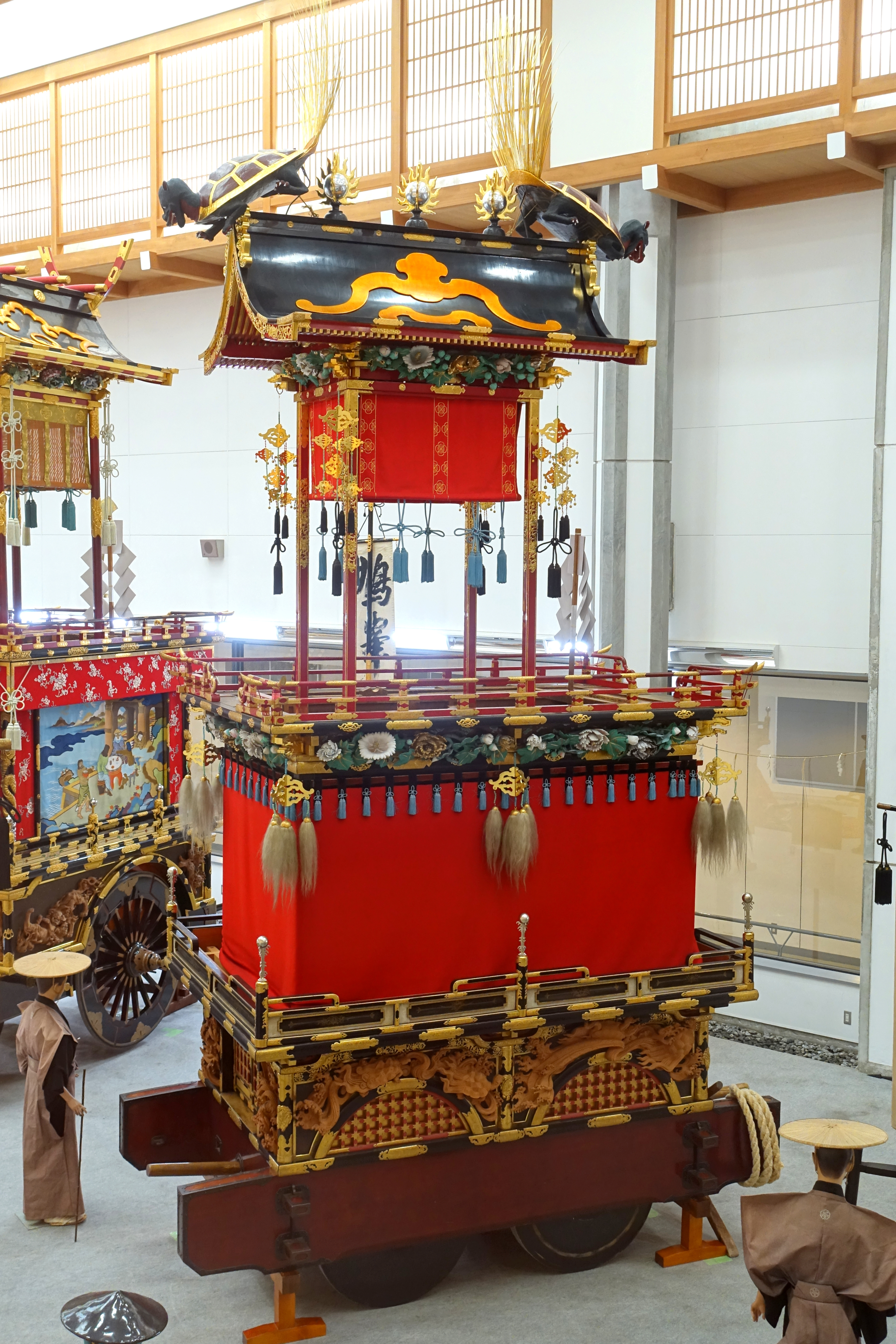
宝珠台

下三之町下組。創建不詳。屋根にある亀の飾りから亀屋台とも。文政11年（1828年）に古くなったため改修を行った記録があり、創建はその何十年か前に遡ると考えられている。もとは欄干に赤青白黒黄紫金の宝玉をつけており、また「小鍛冶」と称する人形があったと伝わる。明治41年（1908年）に屋台の改修が行われ、その際に宝玉を銀色のものに改めている。車輪は板車4輪に加えて正面に戻し車を備える。台輪は欅の1枚板で作られており、高山屋台中の白眉であるといわれる。屋台の寸法は高さ7.5mで、長さ3.9m、幅2.2m。

#### 豊明台（ほうめいたい）
大新町1丁目。宝明台とも表記する。創建不詳。かつては芦刈のからくりを備えていたため、「蘆苅」と呼ばれていた。天保6年（1835年）に高御座を題材として屋台の改造を行い、天保8年に応神天皇を祀って「豊明台」と改めている。明治時代に再び改造を受けるまでは八角形の台座をしていた。屋台は菊や牡丹、十二支や獅子など様々な彫刻で飾られている。屋根は切破風で車輪は外御所車4輪。屋台の前後に楕円の戻し車が取り付けられており、方向転換の際の安定性を向上させている。囃子は大八崩し。屋台の寸法は高さ7.7mで、長さ3.7m、幅2.43m。

#### 鳳凰台（ほうおうたい）
大新町1丁目・2丁目・3丁目。創建不詳であるが、その歴史は文政元年まで遡ることができ、菊慈童の人形を祀っていたと伝わる。嘉永4年（1854年）と明治40年（1897年）に改修が行われており、嘉永の改修で人形が廃された。下段に谷口与鹿による獅子の彫刻を備える。見送りは鳳凰の西陣織で替え見送りは西村五雲による墨絵の龍となっている。屋根は切破風で瓔珞を咥えた鳳凰一対が飾られている。車輪は内板車4輪に加えて戻し車を前後に2輪取り付けてある。囃子は大八崩し。屋台の寸法は高さ7.9mで、長さ3.9m、幅2.35m。

#### 浦島台（廃台）
一之新町。文化5年以前に建造されたとみられる。浦島太郎が玉手箱を開けると鳩が飛び出して老人に変わるというからくりがあったと伝わる。車輪は御所車を3輪備えていた。明治8年（1875年）に焼失。以降、再建されず現在に至っている。

#### 牛若台（廃台）
寺内町。享和2年（1802年）以前の建造。もとは「船弁慶」と呼ばれ、牛若丸と弁慶の人形が飾られていた。屋台には天狗や猛虎の彫刻があったと伝わる。屋根は切破風で車輪は3輪の御所車であった。明治8年（1875年）に焼失。以降再建されず現在に至っている。現在は弁慶の人形のみ残されている。

#### 船鉾台（廃台）
下二之町中組。「イカリ台」とも。京都の船鉾台に似た屋根を載せた船型の屋台であったと伝わる。明治8年（1875年）に焼失。以降、再建されず現在に至っている。

#### 文政台（廃台）
下一之町中組。屋台組はもと大八台組と共に猩々という屋台を曳いていたが、文政年間に新たに屋台を作ったと伝わる。屋根は唐破風で車輪は板車を4輪用いていた。明治8年（1875年）に焼失。以降再建されず現在に至っている。かつて屋台に使われた幕が残されている。

### その他の屋台
東山白山神社及び飛騨総社にも各1台の屋台がある。
- 東山白山神社　神楽台（鉄砲町）
  - 弘化4年（1847年）建造
  - 屋根はなく、上段には金色の鳳凰が翼を広げて乗る、黒塗りの丸枠が取り付けられており、そこに大太鼓が吊るされている。
- 飛騨総社　神楽台（神田町2丁目）
  - 嘉永5年（1850年）建造
  - 4つ柱の屋根があり、その下に極彩色の大太鼓が吊るされている。

両神社の祭とも屋台は出るが、高山祭には含まれない。両屋台は1959年（昭和34年）3月10日に、岐阜県の重要有形民俗文化財に指定されている。

## 題材にした作品
- トラック野郎・突撃一番星（1978年、東映）- 映画。
- 人形つかい（1976年、日影丈吉）- 小説。
- 高山にカンカコカン（1969年、『みんなのうた』）- 歌。